# Docodon
Docodon és un gènere extint de mamaliaformes docodonts de la família dels docodòntids que visqueren a Nord-amèrica durant el Juràssic superior, fa entre 145 i 150,8 milions d'anys. Se n'han trobat restes fòssils a Colorado i Wyoming (Estats Units). Forma un clade amb Haldanodon. Tenia les dents molars superiors amb forma de vuit o de rellotge de sorra. Les inferiors, en canvi, eren rectangulars. A diferència d'altres mamaliaformes del Juràssic, se n'han descobert dents i mandíbules corresponents a diferents fases vitals, cosa que ha revelat informació sobre el seu creixement i sobre l'evolució de les mandíbules dels docodonts entre la joventut i l'edat adulta.